# Phakopsora euvitis
Phakopsora euvitis är en svampart som beskrevs av Y. Ono 2000. Phakopsora euvitis ingår i släktet Phakopsora och familjen Phakopsoraceae.   Inga underarter finns listade i Catalogue of Life.